# Municipio de Tecumseh (Kansas)
El municipio de Tecumseh (en inglés: Tecumseh Township) es un municipio ubicado en el condado de Shawnee en el estado estadounidense de Kansas. En el año 2010 tenía una población de 7593 habitantes y una densidad poblacional de 83,89 personas por km².

## Geografía
El municipio de Tecumseh se encuentra ubicado en las coordenadas 39°1′20″N 95°33′52″O / 39.02222, -95.56444. Según la Oficina del Censo de los Estados Unidos, el municipio tiene una superficie total de 90.51 km², de la cual 86.62 km² corresponden a tierra firme y (4.3%) 3.9 km² es agua.

## Demografía
Según el censo de 2010, había 7593 personas residiendo en el municipio de Tecumseh. La densidad de población era de 83,89 hab./km². De los 7593 habitantes, el municipio de Tecumseh estaba compuesto por el 92.61% blancos, el 2.32% eran afroamericanos, el 0.91% eran amerindios, el 0.49% eran asiáticos, el 0.07% eran isleños del Pacífico, el 1.57% eran de otras razas y el 2.04% pertenecían a dos o más razas. Del total de la población el 6.61% eran hispanos o latinos de cualquier raza.